# 红岭南站
红岭南站位于中华人民共和国广东省深圳市罗湖区深南东路与红岭南路交叉口的东南侧，是深圳地铁9号线与建设中的11号线的地铁换乘站。車站舊名大劇院站。车站以蓝色为主色调，"装修主题风格为“梅香客韵”，整个空间协调统一。
乘客可从本站A出口穿过街道换乘地铁1、2号线大剧院站。

## 车站结构
- 站厅

| 地面（L1）     |                            | 出入口               |
| 地下一層（B1） | 站厅                       | 站厅、售票機         |
| 地下二層(B2)   |                            | █9号线往前湾（红岭） |
| 地下二層(B2)   | 島式月台，左邊車門將會開啟 |                      |
| 地下二層(B2)   | █9号线往文锦（鹿丹村）     |                      |

## 車站設施
本站設有洗手間，位於D出口旁。

## 运营时刻表
| 行驶方向 | 首班车 | 末班车 | 所属线路 | 高峰间隔 | 平峰间隔 |
| -------- | ------ | ------ | -------- | -------- | -------- |
| 前湾     | 06:27  | 23:07  | █9号线   | 4分钟    | 4分钟    |
| 文锦     | 06:15  | 23:59  | █9号线   | 4分钟    | 4分钟    |

## 出入口
红岭南站共设有三个出入口，其中A出口与大剧院地下过街通道相连，D出口设有垂直电梯。另有B出口未作建设。
| 出口编号                         | 出口图片 | 建议前往目的地                                                                               |
| -------------------------------- | -------- | -------------------------------------------------------------------------------------------- |
| 出口 · A · 盲道标志              |          | 红岭南路 红岭大厦 深南中路 万德大厦 新闻大厦 深圳大剧院 邓小平画像 荔枝公园 红岭中路         |
| 出口 · C · 盲道标志              |          | 金华街 丽晶大厦                                                                              |
| 出口 · D · 盲道标志 · 升降机标志 |          | 深南东路 深圳书城 金融中心大厦 金塘街 深业中心 建设银行大厦 书城路 1号线 / 2号线（大剧院站） |
| 註： 設有 \| 設有                |          |                                                                                              |

## 未來發展

### 11号线
深圳地铁11号线東延段將在本站設站，屆時本站將成為深圳地铁9号线及深圳地铁11号线的轉乘站。但预计开通初期需要出闸才能换乘，同时亦可出闸前往1号线、2号线及未来5号线大剧院站。
11号线车站部份将设于红岭南路与金华街交叉路口及嘉宾路与宝安南路交叉路口之间的地底（其中月台设于红岭南路及金塘街之间的金华街地底），并与9号线部份以通道连接。但预计开通初期需要出闸换乘，如需站內换乘则需要使用红树湾南或车公庙换乘。

### 未來結構
9号线部份为地下二层车站，11号线部份則为地下三层车站。
| 地面（L1）     |                | 出入口                                       |
| 地下一層（B1） | 红岭南路       | 9号线站厅、预留换乘通道前往9号线及11号线     |
| 地下一層（B1） | 金华街、嘉宾路 | 公共空间、换乘大厅、未來通往大劇院站轉乘通道 |
| 地下二層(B2)   | 红岭南路       | █9号线往前湾（红岭）                         |
| 地下二層(B2)   | 红岭南路       | 島式月台，左邊車門將會開啟                   |
| 地下二層(B2)   | 红岭南路       | █9号线往文锦（鹿丹村）                       |
| 地下二層(B2)   | 金华街         | 11号线站厅、售票機                           |
| 地下三層(B3)   | 金华街         | █11号线往碧头（华强南）                      |
| 地下三層(B3)   | 金华街         | 島式月台，左邊車門將會開啟                   |
| 地下三層(B3)   | 金华街         | █11号线 下车月台                             |

### 与大剧院站连接
在本站9号线部份东北侧及11号线部份北侧分别规划了一条远期换乘通道连接大剧院站，但两条换乘通道的兴建需配合蔡屋围城市改造项目的发展进度，现时未有明确兴建时间。